# Троицкий краеведческий музей
Троицкий краеведческий музей — муниципальное учреждение культуры, первый в городе музей, посвящённый истории и культуре города Троицка Челябинской области, расположенный в историческом центре города.

## История
Музей создан 13 августа 1925 года постановлением Троицкого окружного исполкома «О создании в Троицке общества изучения местного края и организации краеведческого музея». В октябре того же года плановая комиссия подтвердила это решение: «…Создание в текущем году в города Троицке общества краеведения из местных культурных работников и открытие окружного музея считать вполне своевременным… Включить в смету окружного отдела народного образования по окрбюджету расход в размере 3000 рублей на организацию музея». Организатором, а впоследствии первым директором музея стал участник революционного движения и журналист Иван Степанович Шамшурин. В 1926 году в здании бывшей женской прогимназии открылась первая выставка.
За годы своего существования несколько раз приостанавливал деятельность (в 1930-е годы, с начала Великой Отечественной войны до 1947); переезжал: с 1947 года размещался в здании по ул. им. Братьев Малышевых, с 1963 — в бывшем здании храма святого князя Александра Невского, с 1990 — в бывшем здании отделения Сибирского торгового банка.

### Директора музея
- И. С. Шамшурин;
- Л. Усманова;
- В. Таран;
- Н. И. Петунина (1976—2010)
- С. Р. Нурмухаметова (2010 — 2020)
- Е.Г. Подгайко (2020 - н.в.)[2]

## Коллекции
За более чем 90 лет своего существования Троицкий краеведческий музей собрал богатые художественные и археологические коллекции, коллекции нумизматики, предметов быта и документальных источников, насчитывающие более 40 тысяч единиц хранения. В экспозиции представлены разделы археологии, истории Троицкой крепости, ярмарочной торговли и купеческого быта.
Музей обладает богатыми коллекциями живописи. Наибольшую ценность представляют живописные работы, подаренные М. Д. Глинкиным в 1990 году. Это произведения А. Н. Бенуа, Г. С. Верейского, Ф. Д. Дмитриева, В. Ф. Мея, В. В. Матэ, А. П. Остроумовой-Лебедевой, В. А. Серова, В. И. Соколова, В. Д. Фаворского, В. Ф. Шиллинговского, К. Ф. Юона, живопись, рисунок, графика, всего более трехсот работ. Также в музее хранятся картины троицких художников Половинкина, Либмана, Неудахина, супругов Левшич. В 2013 году фонд музея пополнился 19 произведениями кисти известного русского художника, иллюстратора Владимира Бескаравайного. Среди них — несколько картин, написанных маслом, графические работы, иллюстрации на тему Пугачевского бунта.
В коллекции музея находятся книги XVII и XVIII веков. Самые ранние издания — «Часовник» 1643 года, «Размышления Додда в темнице» 1784 года. Есть и более поздние издания религиозной и художественной литературы.

Экспозиции музея
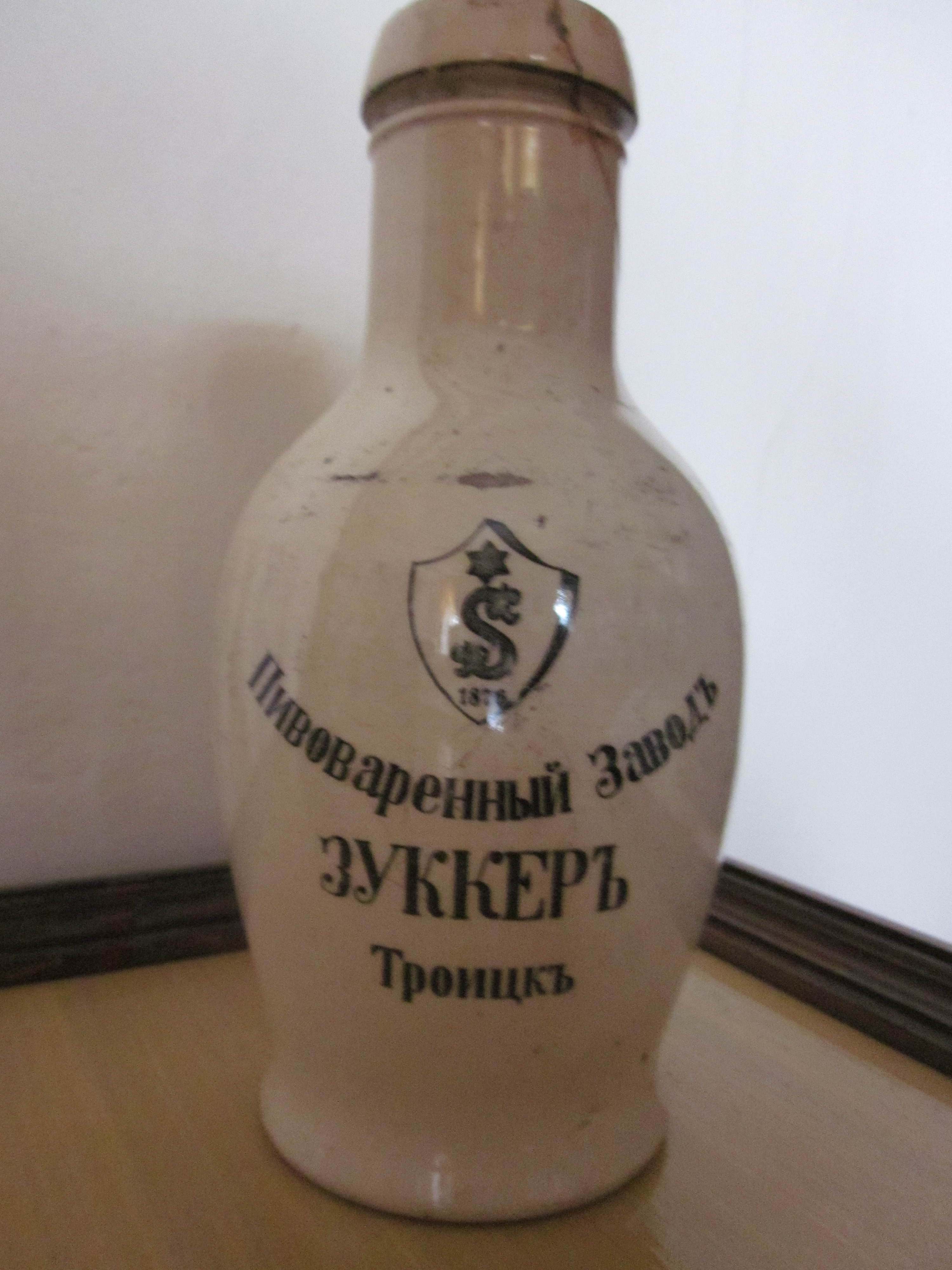
Бутылка пивоваренного завода Я. Э. Зуккера

## Выставочный зал
8 июня 2019 г., в День города Троицка состоялось открытие выставочного зала Троицкого краеведческого музея после проведенного ремонта. С этого момента зал функционирует как постоянная площадка для выставок картин, фотографий и экспонатов декоративно-прикладного творчества. В ходе проведённого ремонта было заменено напольное покрытие, стены приобрели благородный цвет, появилась новая потолочная конструкция с современной системой подвеса картин. Также произошли большие изменения в освещении зала. У каждой картины появилась своя система освещения, что очень значимо, особенно для живописи.
В День города в обновленном зале открылась выставка картин «Кистью троицких художников», которая продолжалась до 30 июня.
3 июля 2019 г. в выставочном зале прошло официальное открытие художественной выставки «Великий шелковый путь» из собрания Елабужского государственного музея-заповедника. В экспозицию «Великий шелковый путь» вошли более 70 произведений 46 художников из девяти стран, 22 городов десяти регионов Российской Федерации. Картины выполнены в различных жанрах и стилях современного искусства.

## Квартира А. М. Климова
Квартира занимает половину частного одноэтажного дома, где в 1911—1930 и 1937—1945 годах жил и работал знаменитый журналист, писатель и один из первых сотрудников Троицкой окружной газеты «Вперед» Анатолий Матвеевич Климов. Передана городу в 1985 году в связи с 75-летием со дня рождения писателя. В настоящий момент находится в оперативном управлении Троицкого краеведческого музея.

## Фестиваль «Южный рубеж»
С 2017 года музей совместно с Троицким клубом исторической реконструкции «Бобровый гон» ежегодно организует фестиваль исторической реконструкции «Южный рубеж», посвящённый средневековой тематике. В фестивале принимают участие клубы из различных городов России (Уфы, Челябинска Оренбурга, Екатеринбурга, Новосибирска и Омска).